# Zapoteco istmeño
El zapoteco del Istmo también llamado zapoteco de la planicie costera, (en zapoteco: diidxazá, es decir "lengua de las nubes", de diidxa: palabra, lengua, idioma y zá:"nube"; es decir "palabra-nube") es la variedad lingüística zapoteca que se habla en el Istmo de Tehuantepec. 
El término zapoteco proviene de la palabra náhuatl tsapotekatl que a su vez viene de Teotsapotlan o Teotzapotlan que en castellano quiere decir "donde abunda el divino arbol de zapote".
El zapoteco del Istmo o diidxazá es la variante lingüística con el mayor número de hablantes de las lenguas zapotecas, con aproximadamente 123 000 hablantes. Cuenta con una escritura propia la cual usa el Alfabeto popular para la escritura del zapoteco del Istmo aprobado en las sesiones de Mesa Redonda celebradas en la Ciudad de México, en 1956.
El zapoteco es fuente de orgullo e identidad cultural de la región. Sin embargo hay un desplazamiento lingüístico del castellano. En algunas poblaciones como Tehuantepec e Ixhuatán el zapoteco está en riesgo de desaparecer al ser hablado solo por ancianos. En otros lugares como Juchitán y Xadani el zapoteco goza de mejor salud, pues la lengua se transmite a las nuevas generaciones. Juchitán es la ciudad con más hablantes de la lengua al tener más de 50 mil hablantes, lo que representa aproximadamente al 60% de la población de la ciudad.